# Jeanne Wesselius

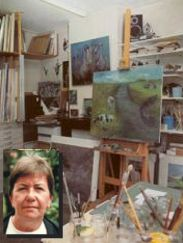
Jeanne Wesselius

Jeanne Wesselius - van der Veer (Leiden, 23 november 1931 - Amsterdam, 24 november 2010) was een Nederlands kunstschilder en dichter.

Jeanne Wesselius werd geboren in 1931 te Leiden, en was getrouwd met kunstschilder Jacques Wesselius. Sedert 1953 woonde en werkte zij in de Amsterdamse Rivierenbuurt. Jeanne was beeldend kunstenaar en dichter. Als schilder werd zij begeleid door Anton Rovers, beeldend kunstenaar te Amsterdam. Jeanne werd lid van kunstenaarsvereniging Sint Lucas (1979). Later sloot zij zich aan bij het Kunstenaarskollektief Segment en enige jaren later volgde het lidmaatschap van De Onafhankelijken (1992).
Jeanne heeft een reeks van groeps- en solotentoonstellingen op haar naam staan. Haar werk treft men aan in Nederlandse en buitenlandse verzamelingen. Als dichter nam zij deel aan meerdere poëzie-workshops en dichterfestivals. Zij won de Strellus Poëzieprijs 2000 en de Plantage Poëzieprijs 2002.
Jeanne Wesselius overleed te Amsterdam op 24 november 2010.

## Dichtbundels
- Pauw en andere poëzie
- In dicht, schetsen naar de natuur
- Uit de eerste hand